# Semotrachia strangwayana
Semotrachia strangwayana är en snäckart som beskrevs av Alan Solem 1993. Semotrachia strangwayana ingår i släktet Semotrachia och familjen Camaenidae. Inga underarter finns listade i Catalogue of Life.